# نماینده دائم ایران در سازمان ملل متحد
هیئت نمایندگی ایران به ریاست مصطفی عدل در کنفرانس سان‌فرانسیسکو شرکت کرد. این کنفرانس از ۵ اردیبهشت تا ۵ تیر ۱۳۲۴ (۲۵ آوریل تا ۲۶ ژوئن ۱۹۴۵ م) برگزار گردید و نتیجهٔ آن امضای منشور ملل متحد بود.
نخستین مجمع عمومی سازمان ملل متحد در دی ماه ۱۳۲۴ در شهر لندن برگزار گردید. ریاست هیئت نمایندگی ایران در این مجمع بر عهدهٔ سید حسن تقی‌زاده؛ سفیر وقت ایران در بریتانیا بود. هم‌اکنون امیرسعید ایروانی نماینده و سفیر دائم ایران در سازمان ملل‌متحد است.

## فهرست

### دوران پهلوی
- نصرالله انتظام اردیبهشت ۱۳۲۶[۲][۳] تا فروردین ۱۳۲۹
- علیقلی اردلان مرداد ۱۳۲۹[۲][۴] تا فروردین ۱۳۳۴
- جلال عبده خرداد ۱۳۳۴[۲] تا مرداد ۱۳۳۸
- مهدی وکیل مرداد ۱۳۳۸[۲] تا آذر ۱۳۵۰
- فریدون هویدا آذر ۱۳۵۰[۲] تا بهمن ۱۳۵۷

### دوران جمهوری اسلامی
- جمال شمیرانی (کاردار موقت): بهمن ۱۳۵۷ تا آذر ۱۳۵۸

- منصور فرهنگ: آذر ۱۳۵۸[۲] تا اردیبهشت ۱۳۵۹

- ۱۸ ماه بدون متصدی. در این دوره که مصادف با آغاز جنگ ایران و عراق می‌باشد، علی شمس اردکانی، سفیر وقت ایران در کویت به عنوان نمایندهٔ ایران در سی و پنجمین اجلاس مجمع عمومی سازمان ملل متحد شرکت می‌کند.
- محمدجعفر امیر محلاتی (کاردار موقت): مهر ۱۳۶۰ تا آذر ۱۳۶۰

- سعید رجائی خراسانی: آذر ۱۳۶۰[۲] تا دی ۱۳۶۶
- سید محمود سادات مادرشاهی: دی ۱۳۶۶[۲] تا مرداد ۱۳۶۷
- محمدجعفر امیر محلاتی: مرداد ۱۳۶۷[۲] تا فروردین ۱۳۶۸
- غلامعلی خوشرو: فروردین ۱۳۶۸[۲] تا شهریور ۱۳۶۸
- کمال خرازی: ۲۳ شهریور ۱۳۶۸[۵] تا ۱ شهریور ۱۳۷۶
- محمدهادی نژادحسینیان: ۱۸ بهمن ۱۳۷۶[۶] تا ۳ تیر ۱۳۸۱
- محمدجواد ظریف: ۳ تیر ۱۳۸۱[۷] تا ۵ تیر ۱۳۸۶
- محمد خزاعی: ۵ تیر ۱۳۸۶ تا ۱۸ اسفند ۱۳۹۲

- غلامحسین دهقانی (سرپرست موقت): ۱۸ اسفند ۱۳۹۲ تا ۸ بهمن ۱۳۹۳

- غلامعلی خوشرو: ۸ بهمن ۱۳۹۳ تا ۲۵ آبان ۱۳۹۷

- اسحاق آل حبیب (سرپرست موقت): ۲۵ آبان ۱۳۹۷ تا ۴ اردیبهشت ۱۳۹۸

- مجید تخت‌روانچی: ۴ اردیبهشت ۱۳۹۸ تا ۲ مرداد ۱۴۰۱
- امیرسعید ایروانی: ۲ مرداد ۱۴۰۱ تاکنون